# Jan van Scorel

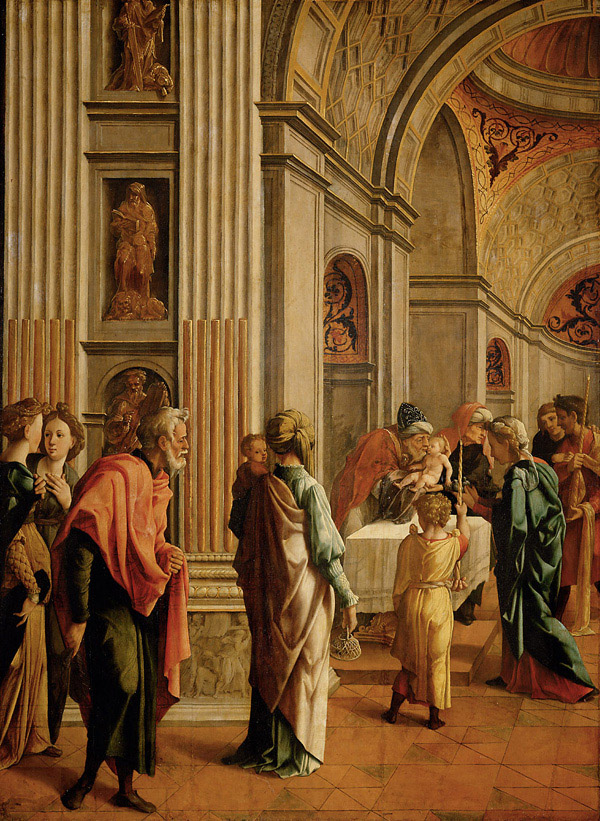
Jan van Scorel, Apresentação no templo, 1530-1540 circa, Viena, Kunsthistorisches Museum.

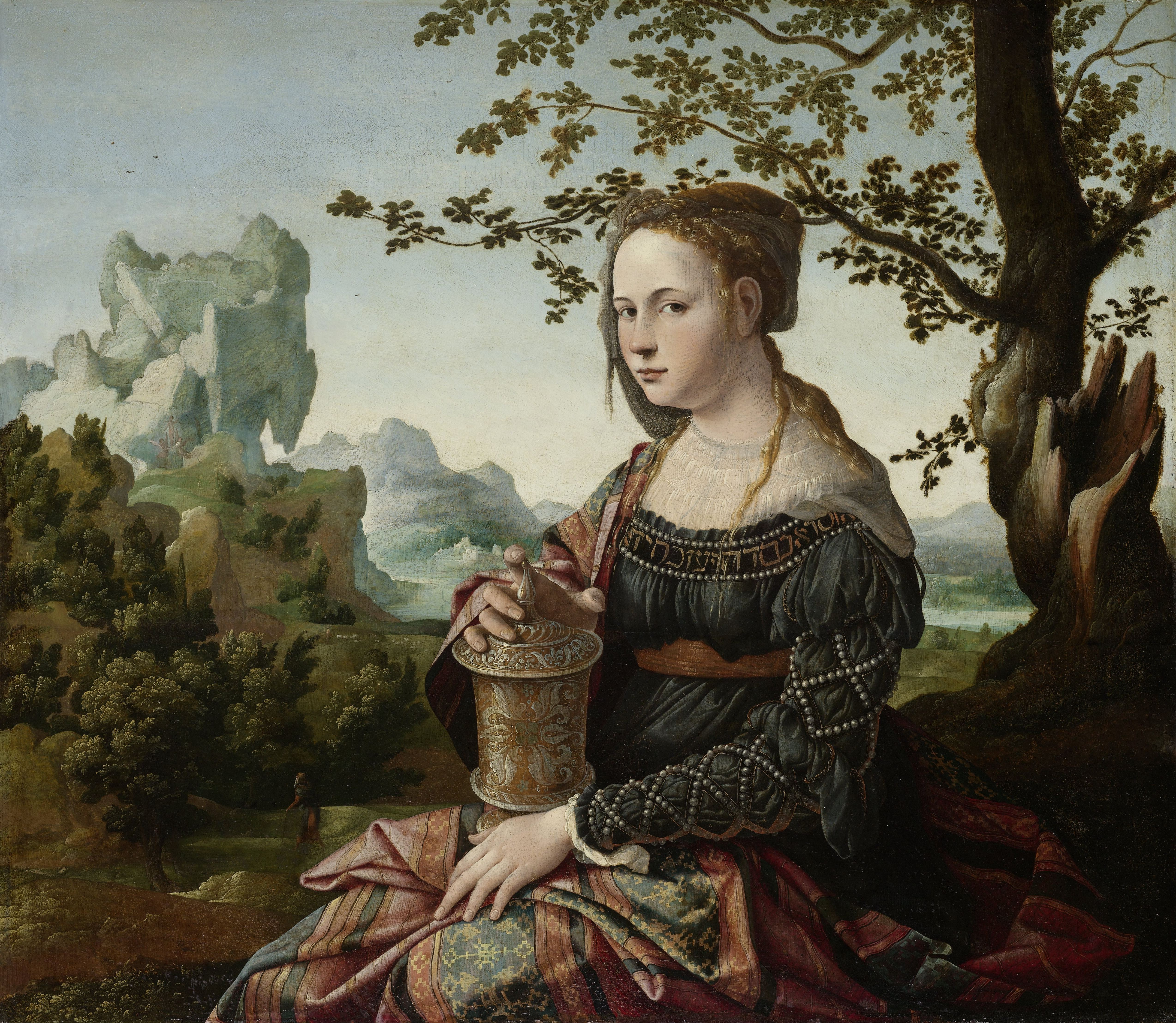
Jan van Scorel, Maria Madalena, 1528, Amsterdã, Rijksmuseum.

Jan van Scorel (Schoorl, 1 de agosto de 1495 - Utrecht, 6 de dezembro de 1562) foi um pintor, engenheiro e arquiteto holandês do Renascimento.

## Biografia
Van Scorel iniciou seus estudos provavelmente com Jan Gossaert em Utrecht, ou com Jacob Cornelisz em Amsterdã, e viajou bastante, na juventude, sobretudo para Nuremberga e pela Áustria meridional. Neste país completou em 1520 sua primeira obra significativa - o Retábulo de Sippen (chamado Sippenaltar, ou Retábulo da Sagrada Família), para a Igreja de São Martinho, na cidade de Obervellach, na Caríntia. Passou por Veneza, onde foi bastante influenciado por Giorgione. Também importante para a sua formação foram as peregrinações a Roma e pela Terra Santa. Suas experiências em Jerusalém estão presentes em muitas obras da maturidade.
Em 1521 van Scorel regressou a Roma, onde foi recebido pelo papa Adriano VI, de origem holandesa, que o nomeou seu pintor oficial e lhe comissionou numerosas obras incluindo um retrato do próprio Pontífice. Recebe a influência de Michelangelo e Rafael Sanzio, a quem sucede no trabalho do Belvedere, como Conservador.
Após seu retorno aos Países Baixos em 1524 se estabelece em Utrecht, iniciando uma exitosa carreira de pintor e mestre, e também como engenheiro e arquiteto. Considerado o maior nome dos "romanistas" holandeses. Morreu ali, em 1562, legando uma grande quantidade de retratos e retábulos. Muitas delas, entretanto, foram destruídas durante as revoltas iconoclastas de 1566 e as remanescentes hoje se encontram em museus, mormente dos Países Baixos.

## Principais obras
- Retrato de nobre veneziano 1520;
- Apresentação de Jesus ao templo 1524;
- O batismo de Cristo 1530;
- Maria Madalena 1530;
- Retrato de jovem estudante 1531 (Carol Gertein's Fine Art);
- Apresentação no tempio (Carol Gertein's Fine Art);
- Barnabé
- Retrato de um homem
- Virgem e o Menino (Museu Nacional de Arte Antiga)